# レディ・ミス・キアー
レディ・ミス・キアー（Lady Miss Kier、1963年8月15日 - ）はアメリカ合衆国の歌手、ソングライター、DJ。ディー・ライトのボーカルを担当したほか、社会問題や環境問題、人権問題の活動家でもある。

## 幼年期
キアーはオハイオ州のヤングスタウンに生まれ、ピッツバーグ、バージニア・ビーチ、ワシントンD.C.で育った。17歳の時にニューヨーク市に移住し、ニューヨーク州立ファッション工科大学でファッションデザインを学ぶが、教師たちに幻滅したキアーは退学。退学する際、彼女はちょうどディスコに影響を受けたエキセントリックな衣装を制作しており、その衣装は後にナイトクラブで出会った人々に売却した。

## 音楽活動

### ディー・ライト
1982年、ウクライナ出身のディミトリー・ブリルと出会い、彼のバンドShazorkのために銀色の厚底とキラキラ輝く青色のスペーススーツを制作。やがてディミトリーと共作を始め、ディー・ライトを結成することになる。
最初のショウから間もなくの1986年、ディミトリーは日本人DJのテイ・トウワと出会う。数年後、キアーとディミトリーはディー・ライトにテイを誘う。こうしてキアーの歌と作詞作曲能力、ディミトリーのサンプリング技術、テイのミキシング技術が組み合わさることになる。エレクトラ・レコードとアルバム7枚分の契約を結ぶまで、キアーはウェイトレスやゴーゴーダンサーとして生計を立てていた。
ディー・ライトの音楽性はハウス、テクノ、EDMを混ぜ合わせたものだった。ディー・ライトはデビューアルバム『ワールド・クリーク』の発売と「グルーヴ・イズ・イン・ザ・ハート」のヒットにより一気にスターダムにのし上がった。1991年のMTV Video Music Awardsではいくつもの賞にノミネートされ、その中には年間ビデオ賞や最優秀新人賞もあった。グループが盛り上がりを見せる中、それに比例する形でレディ・ミス・キアーとして認知されたイメージの中で過ごすことが大きくなっていった。彼女の初期のルックスは1960年代のファッションを誇張したものであり、ジップアップのキャットスーツ、厚底、くせの付いた髪型がイメージとして定着した。
1992年になると政治色が強い2枚目のアルバム『インフィニティ・ウィズイン』を発表、3枚目のアルバム『ドゥードロップス・イン・ザ・ガーデン』は1994年に発表されたが、どれも1枚目の成功を超えることはできなかった。
ディミトリーとの関係が決裂した後の1995年、ディー・ライトは解散。1996年にリミックス・アルバム、2001年にグレイテスト・ヒッツが発売されている。

### その後のキャリア
バンド解散後のキアーはロンドンに移住。DJとしてツアーを回り、レコーディングやエンジニアの技術を学ぶ。90年代後半にはBootsy Collins、I Kamanchi、A Guy Called Gerladなどとアルバムでコラボレーションする。2002年にはコンピレーション盤『ストレイト・アップ&ダーティー』向けにソロ曲「アイム・ノット・ステイイング・アット・ホーム」を発表する。ソロに転向してからは数々のアーティストとコラボしており、新曲を携えて音楽・映画・アートのフェスティバルに出演してライヴを行ったり、いくつものゲイ・プライドのイベントでヘッドライナーを任されている。2012年からはディー・ライトの曲を披露する機会も増えており、KENZOの2013年のパリ・ファッション・ウィークや、ニューヨークのDJ、マーク・カミンズへのトリビュートの場でも披露した。
キアーは2007年のコーチェラ・フェスティバル、2010年ベルリンのバーグへイン、2012年にシドニーで開催されたゲイ・アンド・レズビアン・マルディ・グラ、イースト・ビレッジ・ラジオの番組、シリウスXMなど。クラブや音楽フェスティバルといった場所を問わず様々な場所でDJとして出演している。

### ライヴ・パフォーマンス
2005年、イラク戦争によって意欲を掻き立てられたキアーは新たな未発表曲とともに国外でのライヴ・パフォーマンスを始めており、曲の中にはジョージ・クリントンが歌った反戦歌のカバーも含まれていた。
キアーは数多くのフェスティバルやゲイ・プライドでヘッドライナーを務めており、ジェームズ・ブラウンのラスト・ツアーのオーストラリア公演のオープニングアクトも担当している。

## ファッション面での功績
キアーはファッション業界で以下のように功績が認められてきた（一部）。
- 1990年、イタリア版のヴォーグで表紙を飾る。
- 1991年、エミリオ・プッチがアメリカ・ファッション・デザイナー協議会で生涯功労賞を与えられた際のトリビュート・ビデオに出演[15]。
- 1990年代に渡ってのティエリー・ミュグレーとのコラボレーション[16]。
- 2010年、ELLEはグレース・ジョーンズ、ビヨンセ、デビー・ハリー、マイアと並んでキアーを「音楽業界において最も影響を与えたアイコン25人」の一人に選んだ[17]。
- 同年、グラマーもリアーナ、レディー・ガガ、グウェン・ステファニーと並んでキアーを「音楽業界において最も影響を与えたアイコン」の一人に選んでいる[18]。
- 2015年のジバンシィのミラノ・コレクションはキアーからの影響を見せており、2016年秋のお披露目の際には『ワールド・クリーク』に収録された曲「パワー・オブ・ラヴ」の歌詞を一部使いブランディングを保った[19]。
- 2016年のヴォーグでは特集が組まれ、キアーを「若いクラブ世代のアイコン」だったと評した。更に世界の有名デザイナーが彼女を伝説・レディとして扱っていたことや、ティエリー・ミュグレーといったデザイナーが影響を受けていたことなども詳しく紹介されている。[20]。この特集ではキアー本人のインタビューも掲載された[20]。
- 2022年のクリスチャン・ディオールの「ディオールズ・アディクト」の広告の中で「ホワット・イズ・ラヴ」のジャケット写真が使われている[21]。

## 識者として
キアーはプリンストン大学で行われた「若者の音楽とカルチャー」の講義、クーパー・ユニオンが1993年に行ったマルチメディアのプレゼンテーション、1995年にApple社が他にピーター・ガブリエルや電子フロンティア財団の設立者であるジョン・ペリー・バーロウを招いて行ったフューチャー・アーツ・パネル、ジョージ・ワシントン大学のロースクール・サミット 音楽の未来連合、ニューヨーク大学のNYU Panel Nelson Sullivan: Vlogging in the 80sなどに招かれスピーチしている。2013年にはニュー・ミュージアム・オブ・コンテンポラリー・アートで行われた「NYC 1993」の博覧会にも参加。

## スペースチャンネル5問題
2003年4月、キアーはビデオゲーム会社のセガ社を訴えた。同社のゲーム「スペースチャンネル5」に登場する主人公うららのキャラクターは許可もなくキアーを真似しているというのが訴えの内容であった。2000年7月にセガの関連会社はキアーに連絡をとり、「グルーヴ・イズ・イン・ザ・ハート」を使用してイギリスでのゲームのプロモーションするのに興味があるかを訊ねてきていた、キアーはそのオファーを断っている。キアーは訴えの中でうららのキャラクターの特徴が自分にそっくりであり、「うらら」という名前もキアーの代表的なフレーズ「ウー・ララ」から採られたものだと主張した。裁判の中でセガはゲームについて1997年から1999年の間に日本で制作されたものだといい、開発者はキアー、ディー・ライト、彼女の音楽のどれも知らなかったと反論した。裁判は2006年、セガに有利な判決が下りキアーは控訴を棄却。裁判官はゲームがいつ制作されたかにかかわらず、うららのキャラクターはキアーに似ているとはしており、キアーは裁判にかかった費用を払っている。その後「グルーヴ・イズ・イン・ザ・ハート」は2008年にWiiで発売された「サンバDEアミーゴ」の中のうららの登場シーンに使われている。

## 政治的な発言と運動
レディ・キアーは社会・環境・人権の活動家であるとともに、LGBTQの権利についても強く主張しており、ストレート・アライの一人でもある。プライド・パレードには司会、DJ、パフォーマー、主催者など様々な形でかかわっている。その他に中絶の権利や女性の権利も主張している。
1991年にはリーボック・ヒューマン・ライツ・アワードのプレゼンターも務めている。
環境保全にも力を入れており、ディー・ライトのアルバム『インフィニティ・ウィズイン』はプラスティック使用を半分に抑えるため、エコパックを素材に使った初めてのCDとしていわれている。このアルバムではオゾン層の破壊について警鐘を鳴らした曲「オゾン層の穴に落ちる夢を見た」も収録されている。
反戦運動へのサポートも表明しており、2005年のワールドツアーから披露していたP-Funkのカバー曲「ブレット・プルーフ」をレイ・マングとともに演奏したバージョンを2010年に発売している。
投票推進活動にも積極的であり、「皆が投票に行けば、ジョージ・H・W・ブッシュを退陣させられる」という歌詞がある 曲「投票しようよ」のミュージックビデオはMTVの1992年Rock The Voteキャンペーンに使われ、ローリング・ストーンからは「ロック・ザ・ヴォウトの歴史の中でも有名な10の場面」の1つに数えられている。